# ヘンリー・クレイ
ヘンリー・クレイ・シニア（英語: Henry Clay Sr.、1777年4月12日 - 1852年6月29日）は、19世紀アメリカ合衆国の政治家であり雄弁家である。ケンタッキー州を代表してアメリカ合衆国下院およびアメリカ合衆国上院両院の議員を務めた。
1824年までの第一政党制とそれ以後の第二政党制で主要な人物だった。他の者を合意させる能力故に「偉大な仲介者」かつ「偉大な調停者」と呼ばれ、ホイッグ党の創設者かつ指導者となり、経済を近代化する計画、特に産業を保護する関税、国立銀行および運河、港湾と鉄道を推進する内陸部の改良の指導的提唱者だった。
指導的タカ派でもあり、歴史家のクレメント・イートンに拠れば、「他の誰よりも」米英戦争の開戦に責任があった。また、「西部のヘンリー」とか「西部の星」とも呼ばれた。
クレイは何度も大統領になるために挑戦してその度に敗れ、かなりの程度まで第二政党制の問題を定義した。経済のアメリカ・システムの主要支持者であり、黒人奴隷制に関して妥協を生むことに成功し、特に1820年妥協と1850年妥協を成立させた。
ダニエル・ウェブスターとジョン・カルフーンと共に「偉大な三頭政治」すなわち「不滅のトリオ」の一人であった。1957年、ジョン・F・ケネディが議長をした上院委員会は、アメリカ史の中で偉大な上院議員5人の一人にクレイを指名した。エイブラハム・リンカーンはイリノイ州政界に早くから関与し、ケンタッキー州出身ということでは仲間だったので、クレイの大きな称賛者だった。

## 初期の経歴

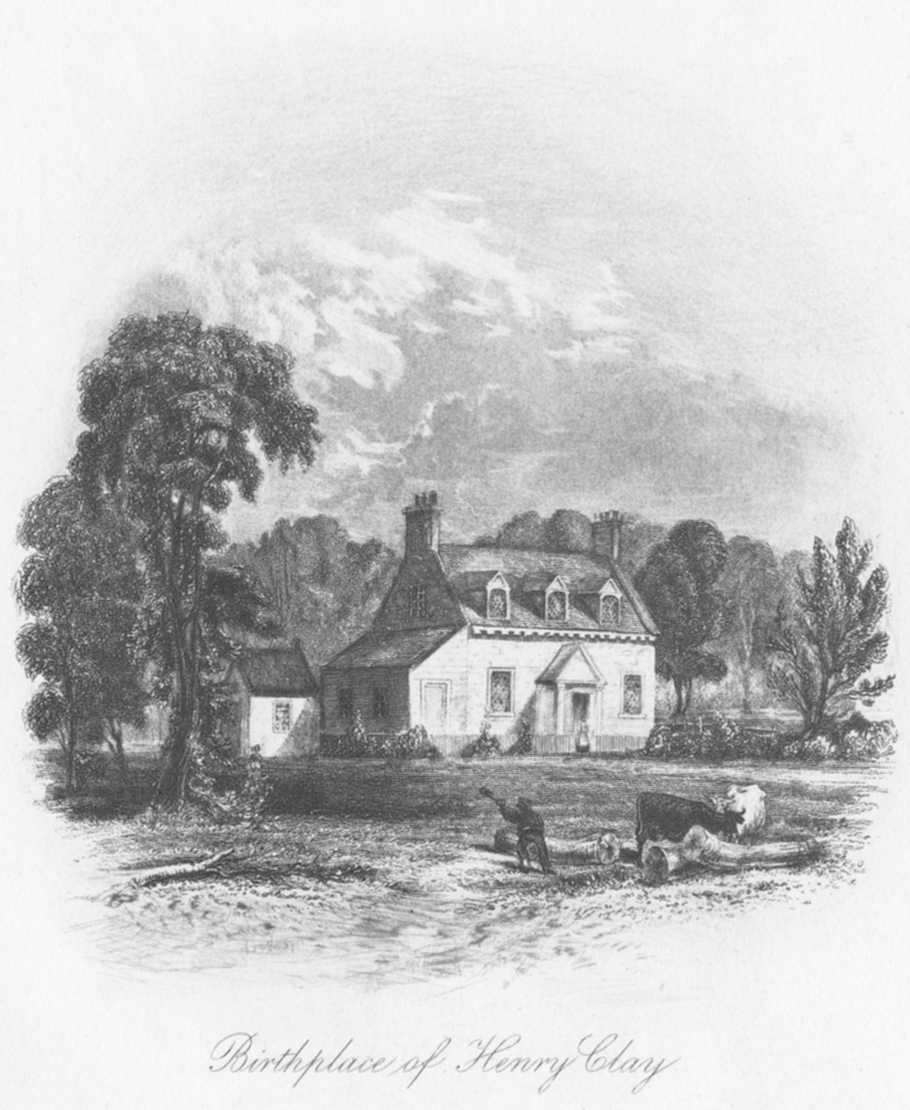
ヘンリー・クレイの生誕地

ヘンリー・クレイは1777年4月12日、ヴァージニア州ハノーバー郡のクレイ家の敷地内にある当時のバージニア州農家としては平均以上の中二階木造住宅で生まれた。
ジョン・クレイ牧師とエリザベス・ハドソン・クレイ夫妻の9人の子供のうち7人目だった。父は「サー・ジョン」と呼ばれるバプテスト教会の牧師であり、4年後（1781年）に死んだ。父はヘンリーや兄弟達にそれぞれ2人、妻には18人の奴隷と464エーカー (1.9 km2)の土地を残した。
母は間もなくヘンリー・ワトキンス大尉と再婚したが、ワトキンスはクレイにとって愛情溢れる継父になった。母のエリザベスは既にいた9人の子供に加え、ワトキンスとの間で7人の子供を産んだ。
ヘンリー・クレイが6歳の時、クロバーボトム（現在のウェストバージニア州マーサー郡のショーニー湖地区）におけるインディアンの襲撃でまだ若い3人の従兄弟が殺された。1人は銃で撃たれ、1人は意地悪く刺し殺され、最後の1人はオハイオ州チリコシーに連れて行かれて火炙りにされた。
クレイはイギリス人教師ピーター・ディーコンから初等教育を受けた。その後バージニア州リッチモンドで店舗の助手として雇われた。
クレイは家族が酒場を経営するためにケンタッキー州ヴァーセイルズに移った後で雇われ、クレイは少年のクラブで養われ教育されるようにされた。その継父は後にクレイのために衡平法裁判所の事務所での働き口を確保し、クレイはそこで複雑な法律を理解する適応性を示した。
そこでジョージ・ワイスと友達になった。ワイスは手が不自由で苦しんでおり、クレイの手書き文字がきっちりとしていたので、その秘書に選んだ。
クレイがワイスの筆記者として雇われている間に、そこの書記がクレイの将来について積極的に興味を抱き、バージニア州検事総長ロバート・ブルックの所に職を斡旋した。
クレイはバージニア州のウィリアム・アンド・メアリー大学で正式な法学教育を受け、ジョージ・ワイスの元で研究した。ブルックの元では、法廷弁護士となる準備をし、1797年に認められた。

## 法曹界の経歴

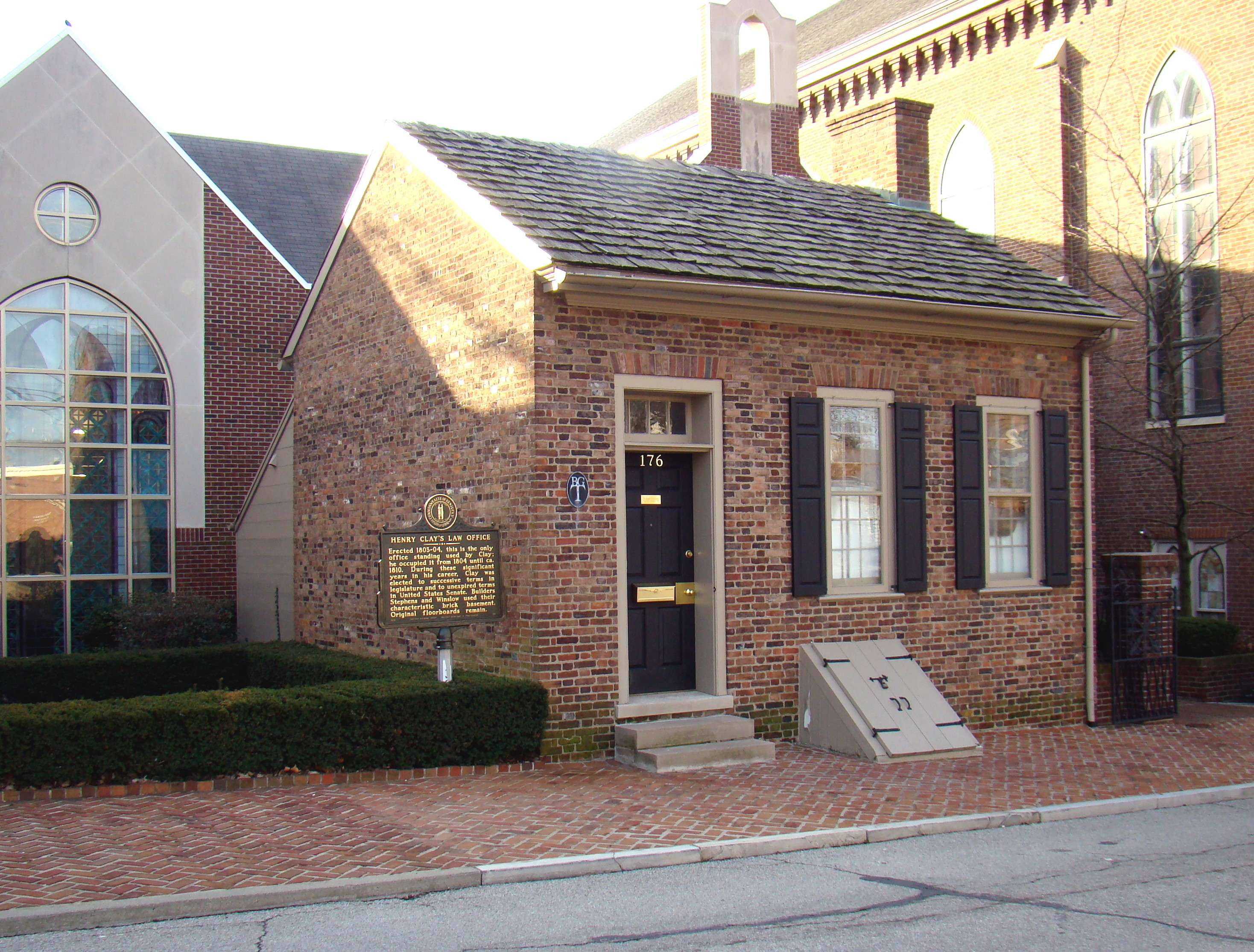
ケンタッキー州レキシントンにあるヘンリー・クレイが1803年から1810年まで開業していた法律事務所の現況

クレイは実入りが良い法律実務を行うために1797年11月に家族が当時住んでいたウッドフォード郡に近いケンタッキー州レキシントンに移った。間もなくその法律技術と裁判所での雄弁さで評判を確立した。
顧客の何人かは馬や土地で支払いをした。クレイは町の区画やケンタッキー・ホテルを所有するようになった。義父のトマス・ハート大佐はケンタッキー州の初期開拓者であり著名な実業家だった。クレイはハートの法律関連業務の管理者になった。
1803年、クレイはファイエット郡から選ばれてケンタッキー州議会議員となり、州都をフランクフォートからレキシントンに移すことにその注意をもっぱら集中した。
またケンタッキー保険会社を守ることを熱心に務め、1804年にフェリックス・グラディによるその独占認可を撤廃する試みから救った。
1806年、アメリカ合衆国地区検事ジョセフ・ハミルトン・デイビースが、アーロン・バーをミシシッピ川より西のスペイン領へ遠征を企てたと告発した。クレイとジョン・アレンはバーを弁護し勝訴した。
数年後にトーマス・ジェファーソンがデイビースの正しかったことをクレイに報せた。クレイはこの報せに動揺し、かなり時が過ぎてバーに再び会ったときに握手を拒んだ。
クレイのケンタッキー州政界における影響力が大きくなったので、ケンタッキー州議会は短い任期だが（1806年から1807年と1810年から1811年）アメリカ合衆国上院議員にクレイを選んだ。最初の任期はバーの陰謀に絡んだとされて辞職したジョン・アデアの残り任期を埋め、次の任期はアメリカ合衆国巡回裁判所の判事となるために辞職したバックナー・サーストンの残り任期を埋めた。興味有ることに1806年に初めて上院議員に選ばれたとき、アメリカ合衆国憲法第1条に規定する30歳に達していなかった。

## 家族
1799年4月11日、クレイはレキシントンにあるハートの家でルクレティア・ハートと結婚した。ルクレティアは米英戦争のレーズン川の虐殺で死んだナサニエル・G・T・ハート大尉の姉妹だった。クレイ夫妻には11人の（娘6人と息子5人）が生まれた。
ヘンリエッタ（1800年生）、
セオドア（1802年生）、
トーマス（1803年生）、
スーザン（1805年生）、
アン（1807年生）、
ルクレティア（1809年生）、
ヘンリー・ジュニア（1811年生）、
エリザ（1813年生）、
ローラ（1815年10月生）、
ジェームズ・ブラウン（1817年生）、
ジョン（1821年生）である。
クレイの子供達のうち7人はクレイよりも早世した。1835年までに6人の娘全員が百日咳や黄熱病から出産時の合併症まで様々な原因で死に、クレイ・ジュニアは米墨戦争のブエナ・ビスタの戦いで戦死した。妻のルクレティアは1864年に83歳で死に、レキシントン墓地にあるクレイ記念碑の地下墓所に夫と共に埋葬されている。
クレイは奴隷制廃止運動家カシアス・マーセラス・クレイとはふた従兄弟であり、女性参政権運動家マデレン・マクドウェル・ブレッキンリッジの曾祖父である。

## 決闘
1809年1月3日、クレイはケンタッキー州議会で、議員が英国製のブロードクロスではなく手織りのスーツを着用することを要求する決議案を提出した。この愛国的提案に2人だけが反対した。そのうち1人はハンフリー・マーシャルであり、「皮肉屋の貴族的弁護士」であり、1806年のアーロン・バー裁判ではクレイに敵対していた。クレイとマーシャルは議場で殴り合いを演じそうになり、クレイがマーシャルに決闘を申し込んだ。この決闘は1月9日、インディアナ州シッピングポートで行われた。彼等は3発ずつ放った。クレイは1度だけマーシャルの胸の下に当てた。マーシャルも1度だけ太腿に当てた。

## 下院議長
1811年夏、クレイはアメリカ合衆国下院議員に選ばれた。その最初の会期の初日に下院議長に選出されたが、それはこの前にも後にもないような出来事だった。初めて下院議員に選ばれてから14年間に、下院に5度選出され、議長に選出された。
クレイが下院議員になる前は、議長の椅子は規則執行者とまとめ役のものだった。クレイは議長をアメリカ合衆国大統領に継ぐ権力の持ち主に変えた。クレイは即座にあらゆる重要な委員会にタカ派議員（その中でクレイは「誘導する精神」だった）を指名し、実質的に下院を支配した。下院の34歳の新人が完全な操縦を行ったということである。タカ派は大半が南部と西部の出身であり、イギリスがアメリカの海洋における権利を侵犯し、アメリカ船員を待遇するやり方に不満を抱いていた。彼等は対英宣戦布告を推奨した 。
クレイは民主共和党の議会指導者として、議論を支配し、特にタカ派としてイギリスとの戦争（米英戦争）を支持した。後に休戦調停員の1人としてガン条約の交渉に貢献し、1814年12月24日これに署名した。1815年、まだヨーロッパにいるときに、イギリスとの通商条約の交渉にも貢献した。また下院議員時代の初期に、国立銀行の創設に強く反対した。これはクレイが故郷のレキシントンで小さな銀行を幾つか個人的に所有していたことも理由の一部だった。後にその立場を変え、大統領選挙に出馬したときには第2国立銀行を強く支持した。
ヘンリー・クレイの下院議長としての任期は議会の歴史を形作ることになった。委員会任務の証拠や点呼投票の記録によってクレイの指導戦略が高度に複雑で政治的大望と同様に公的な政策目標を推進したことが分かる。
クレイは解放黒人奴隷をアフリカに送り返そうと考え、その目的でリベリアにモンロビアを設立した集団であるアメリカ植民地協会設立に貢献した。1816年12月21日、ワシントンD.C.のデイビス・ホテルで開催されたアメリカ植民地協会設立総会を宰領した。出席者にはロバート・フィンリー、ジェームズ・モンロー、ブッシュロッド・ワシントン、アンドリュー・ジャクソン、フランシス・スコット・キーおよびダニエル・ウェブスターがいた。

## アメリカ・システム
クレイはジョン・カルフーンと共にクレイが「アメリカ・システム」と呼んだ国家的経済計画の一部として1816年関税法案成立に貢献した。これはアレクサンダー・ハミルトンのアメリカ学派に根を発するものだった。後にフリードリッヒ・リストが述べているように、建国間もないアメリカの大半は東部海岸地域に中心を置く製造業がイギリスの製造業と競い合えるように考えられたものだった。
米英戦争の決着後、イギリスの製造業は安価な製品でアメリカの港を覆うようになった。関税を支持するよう西部州の有権者を説得するため、クレイは連邦政府が内陸部のインフラストラクチャー特に道路と運河を改良することを支援すると提唱した。これら内陸部改良は関税と公有地の売却で予算化されることになっており、土地の値段は歳入を生むために高く設定された。最終的に国立銀行が通貨を安定させ、真実の国家財政制度の結び役として機能することとされた。
アメリカ・システムは当初北部からも南部からも多くの者に支持された。かなり後になって、1828年関税法案が南部をその支持から離れさせ、無効化の危機に繋がった。究極的には北部と南部の党派抗争を増加させる原因と損失になり（ある程度は東部対西部）南北戦争に繋がる数十年間で悪化の道を辿った。国の保護政策を再現するために南部を打ち破る必要があり、保護政策は20世紀初期まで続くことになった。

## ミズーリ妥協と1820年代
1820年、ミズーリ準州への奴隷制拡大について論争が巻き起こった。クレイは「ミズーリ妥協」と呼ばれる計画に議会の承認を得ることでこの論争を決着させることに貢献した。このことでメイン州を自由州、ミズーリ州を奴隷州とし（この結果自由州11州、奴隷州11州となり、上院でのバランスが保たれた）、またミズーリを除いて北緯36度30分（アーカンソー州北境界）以北では奴隷制を禁止した。
国全体のレベルでは民主共和党が1820年までにその役割を終えた。クレイは1824年アメリカ合衆国大統領選挙に出馬し、4位になった。しかし、候補者の誰も投票数の過半数を取れず、下院が当選者を選んだ。クレイはその影響力を使って仲間の民族主義者ジョン・クィンシー・アダムズを支持し、一般選挙でも選挙人選挙でもアンドリュー・ジャクソンに負けていたにも拘わらず、アダムズに勝たせた。アダムズはクレイをアメリカ合衆国国務長官に指名したので、ジャクソン派はそのことを「裏取引」と呼んだ。クレイは怯むことなくまたその影響力を使って支持者の全国網を構築し、国民共和党を結成した。1824年、バージニア州の下院議員ジョン・ランドルフがクレイを指して「この人物は大変輝かしいが大変腐敗してもいる。まるで月光に照らされた腐ったサバだ。輝いているが悪臭を放っている」と言ったので、決闘を申し込んだ。1回目は双方が発砲し当て損なった。2回目にクレイはランドルフの上着に穴を明けた。ランドルフは空中に発砲し、クレイに握手を求めて「貴方は私の上着に借りがある、クレイさん」と言った。クレイはランドルフの手を握り「私は借りが大きいものでなくて嬉しい」と言った。トマス・ハート・ベントンはこのことを「私が目撃した最後の格調高い決闘」と呼んだ。
1824年の大統領選挙で苦杯を飲んだアンドリュー・ジャクソンはジョン・カルフーンと組んで1828年にアダムズを破るための連衡を形成した。この新しい連衡が一廉の政党となり、1834年までに民主党と称した。1836年までにクレイは国民共和党と他の会派を糾合しホイッグ党を結党した。国内政策では高い関税で産業を奨励し、内陸部の広範な改良（道路や運河）で国内市場を造り上げるアメリカ・システムを推進した。長い党争の後で1828年に高い関税を確保したが、内陸部改良のために使わせることはできなかった。1822年時の大統領ジェームズ・モンローはカンバーランド道路（アレゲーニー山脈を越えるもの）の建設法案に拒否権を発動していた。
外交政策では、1817年以降ラテンアメリカにおける独立運動と革命についてアメリカの支持者を率いた。1821年から1826年、アメリカはウルグアイ（その独立は論争となり、かなり後に承認された）を除いて新しい国家を承認した。1826年に新しい国々のコロンビア会議にアメリカが招待されたとき、反対運動が起こり、アメリカの代表団は遂に到着できなかった。クレイは、ギリシャがオスマン帝国からの分離を望んだ時にその独立革命を支持した。これはヨーロッパ事情に対する早い介入だった。

## 無効化の危機
1828年関税法は以前の関税法制下で作られたまだひよこの工場を保護するためにかなり関税率を上げたものだったが、その成立後、サウスカロライナ州はその関税法を無効化しようとした。もし連邦政府が関税法を強制しようとすれば、合衆国から脱退すると脅かした。激怒したジャクソン大統領はサウスカロライナ州に軍隊を派遣し、法に従うことを拒む者は絞首刑にすると脅かした。
この危機は1833年まで悪化を続け、このときクレイは1831年に再びケンタッキー州から上院議員に選ばれていたが、議会に徐々に関税を引き下げさせる取引を成立させた。このやり方で連邦政府が州に優越するということを守ったが、この危機は経済と奴隷制の問題で北部と南部の間に紛争を発展させる契機になった。

## 大統領候補

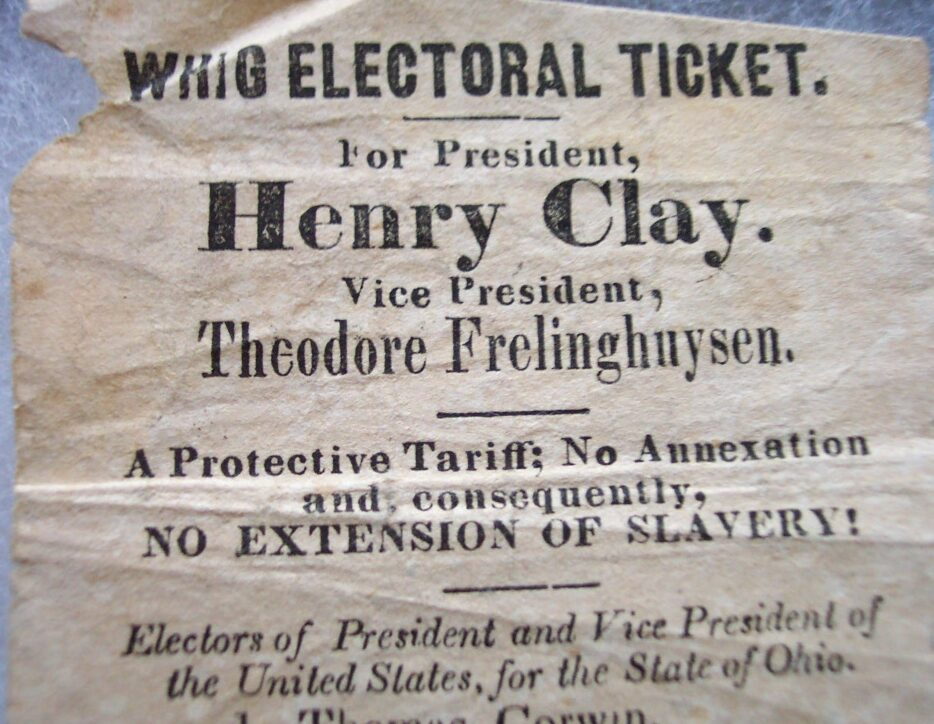
1844年選挙のチラシ

1832年から1834年にかけてホイッグ党が出現すると、クレイは即座にその支配的指導者となり、アレクサンダー・ハミルトンがその『製造業の報告書』で示した経済政策を通じて国中を均質化する計画である「アメリカ・システム」に関わるものに集中した。国民共和党と同時期に民主共和党から分かれた民主党は、どの選挙でもホイッグ党のアメリカ・システムに反対し、それは1850年代後半にエイブラハム・リンカーンの共和党が出現するまで続いた。
クレイは5度にわたって大統領選挙に出馬したが一度も勝てなかった。クレイの裕福な支持者達は、クレイが大統領に選ばれた時のことを想定し、ホワイトハウスの持ち主の寝室に合うようにゴシック復古調の寝室家具の大きなセットを発注した。

### 1824年の選挙

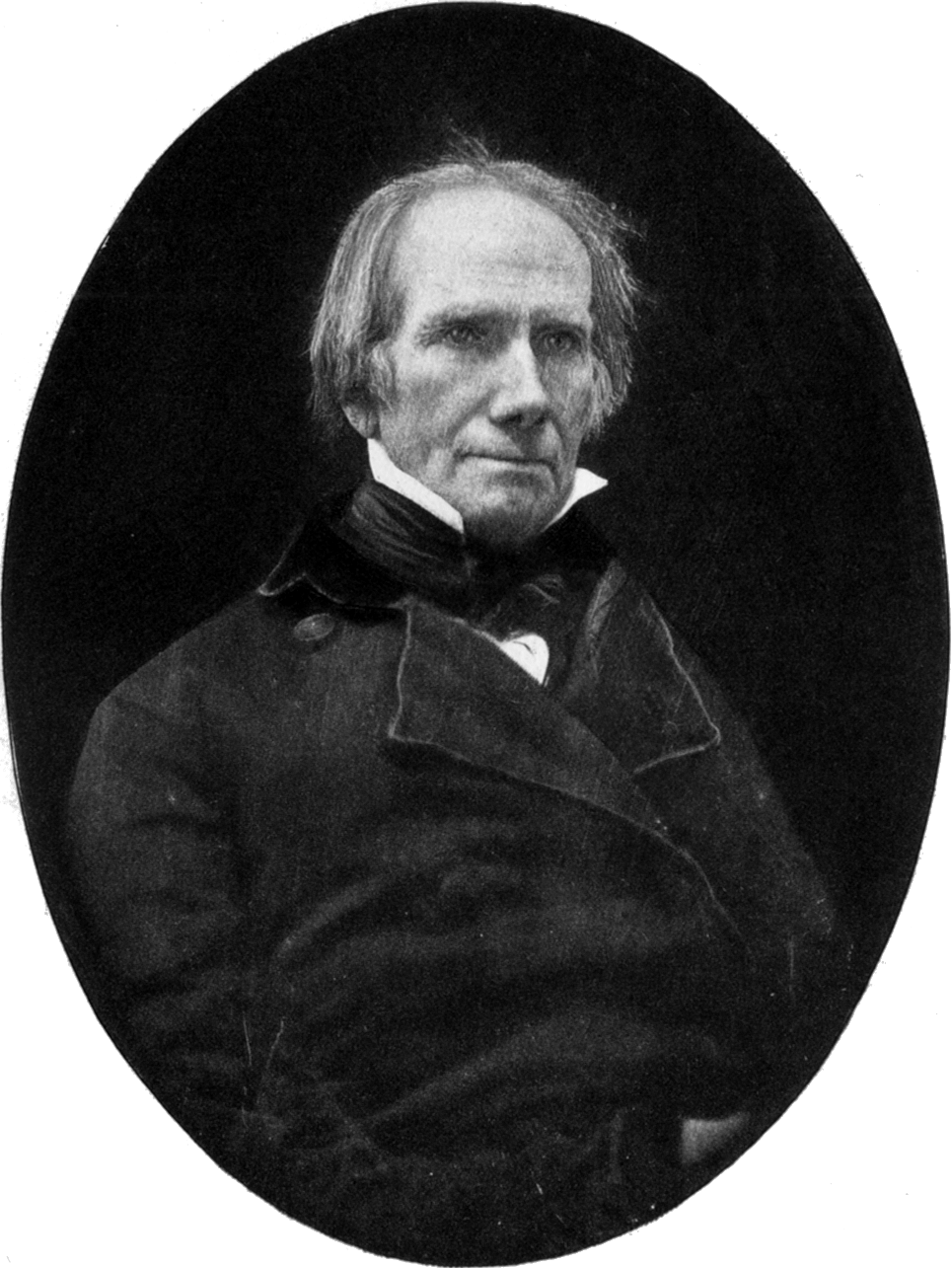
ヘンリー・クレイの銀板写真

- 1824年アメリカ合衆国大統領選挙では、ジョン・クィンシー・アダムズ、アンドリュー・ジャクソン、およびウィリアム・クロウフォードと共に出馬したが、全員が民主共和党員だった。選挙人選挙で誰も過半数を取れなかった。1823年、クロウフォードが卒中を患った。1824年には回復したが、大統領選挙には不利になった。

最終判断はアメリカ合衆国下院に委ねられた。アメリカ合衆国憲法修正第12条に拠れば、選挙人選挙で3位までの者が下院での候補者になるとされた。すなわちジャクソン、アダムズおよびクロウフォードだった。クレイは除外されたが、下院議長であり、大統領を決める過程で重要な役割を演じることになった。クレイはジャクソンを嫌っており、ジャクソンについて「私はニューオーリンズで2,500名のイギリス人を殺した者が最高執行責任者の様々な難しく複雑な任務に適任であるとは思えない」と言った。さらにクレイのアメリカ・システムは、ジャクソンやクロウフォードよりも、関税や内陸改良に関するアダムズの立場に非常に近いものだったので、クレイはアダムズを支持した。ジョン・クィンシー・アダムズは1825年2月9日、下院での最初の投票で大統領に当選した。
アダムズの勝利は、一般選挙でも選挙人選挙でも最多票を得ており、自分が大統領に選ばれるものと思っていたジャクソンに衝撃を与えた。アダムズ大統領がクレイを国務長官に指名したとき、これはクレイを次の大統領と宣言したようなものだった。アダムズやその前任者3人も国務長官を経験していた。ジャクソンとその追随者達はアダムズとクレイを「裏取引」をやったと非難した。ジャクソン会派はその後の4年間この主張を繰り返し、遂には1828年のアダムズ対ジャクソンの再戦でジャクソンの勝利に繋げた。クレイは裏取引について否定し、それがあったと言う証拠は一つも見つからなかった。

### 1832年の選挙
1832年アメリカ合衆国大統領選挙では、クレイが国民共和党の全会一致で大統領候補に指名された。ジャクソンは民主党に指名された。この時の主要な争点は第二合衆国銀行を続けるという政策だった。クレイは人気の高いジャクソンに大差で敗れた（55％対37％）

### 1840年の選挙
1840年アメリカ合衆国大統領選挙では、クレイがホイッグ党公認候補になることを求めたが、党員集会で戦争の英雄ウィリアム・ハリソン支持者に敗れた。ハリソンはその戦争での功績がジャクソンを思い起こさせ、クレイよりも選挙で戦えると思われたので、候補に選ばれた。ホイッグ党員がマーティン・ヴァン・ビューレンの政治力の弱さに気付いておれば、おそらくはクレイを選んだことであろう。

### 1844年の選挙
1844年アメリカ合衆国大統領選挙では、民主党候補者ジェームズ・ポークに対抗するために、ホイッグ党はクレイを候補者に指名した。ポークはイギリス帝国の支配下にあるカナダとアメリカ合衆国の国境問題を決着させるために「54度40分、さもなくば戦争」という選挙スローガンに国民の感情が動いたこともあり、クレイは再度敗れた。クレイはテキサスが州として合衆国に加盟することについて、それが奴隷制の問題を再燃させ、メキシコの宣戦布告を引き起こすと考えたので、これに反対した。ポークはこれと反対の見解であり、特に南部の大衆感情はポークに付いた。それでも選挙は接戦であり、選挙人票36票を持つニューヨーク州でわずか5,000票差でポークが制したことにより明暗を分けた。自由党候補者ジェイムズ・G・バーニーがニューヨーク州で15,000票強を獲得しており、これがクレイから票を奪った可能性がある。
クレイの警告は現実になり、テキサス併合は米墨戦争（1846年-1848年）に繋がり、一方北部と南部はポークの在任期間以降もテキサス州への奴隷制拡大を巡って角突き合わせることになった。

### 1848年の選挙
1848年アメリカ合衆国大統領選挙では、米墨戦争の英雄ザカリー・テイラーがホイッグ党の指名を受け、クレイは再度指名争いから外れた。
ヘンリー・クレイは初めの2回の大統領選挙で大差で敗れたが、これは主にジャクソン流民主主義に対抗できる全国的連衡あるいは政治組織を作れなかったことが影響した。またクレイの最後の大統領選挙の機会までにホイッグ党が民主党に対抗できる組織に成長したが、クレイ自身が南部で不人気な奴隷制やアメリカ・システムに関する見解を持っていたこともあって、大衆と結びつくことができなかった。クレイが、奴隷制に反対する立場を採るなとか、アメリカ・システムをそんなに強力に推進するなと警告されたとき、「私は大統領になるよりもむしろ正しいことを選ぶ」と言ったとのことである。この発言は大望を超える原則の声明として、それ以降数人の大統領候補者に引用されるか言い換えられてきた。

## 1850年の妥協
1848年のホイッグ党大統領候補指名争いでザカリー・テイラーに敗れた後、クレイはケンタッキー州のアッシュランド農園に隠棲することにした。引退してから1年足らず後の1849年、再度ケンタッキー州から上院議員に選ばれた。この任期の間に北部州と南部州は再度奴隷制の拡張に関して論争を始め、クレイが予測していたようにこのときは、米墨戦争の結果メキシコから最近獲得した領土に奴隷制を認めるか排除するかという問題になった。クレイは常に「偉大な調停者」だったが、1850年の妥協と呼ばれる誤った決着を導き出すことに力を貸した。
逃亡奴隷法はアメリカ合衆国憲法第4条第2節第3項に準拠するものとして連邦議会で成立した法であり、逃亡奴隷を匿った市民は（北部であろうと南部であろうと）、6年までの懲役または1,000ドル以上の科料に処するというものだった。またこれは逃亡奴隷に関する論争は法廷で扱うことを決め、これが北部と南部の間の大きな論争になった。これら法廷における判決では、奴隷をその所有者のところに行かせた者に5ドル、送り返した者に10ドルが支払われることになった。

## 法廷におけるクレイ
元合衆国最高裁判所判事サンドラ・デイ・オコーナーは次のように言っている。
その他にも「グラブズ対スローター事件」や「グリーン対ビドル事件」が有名である。

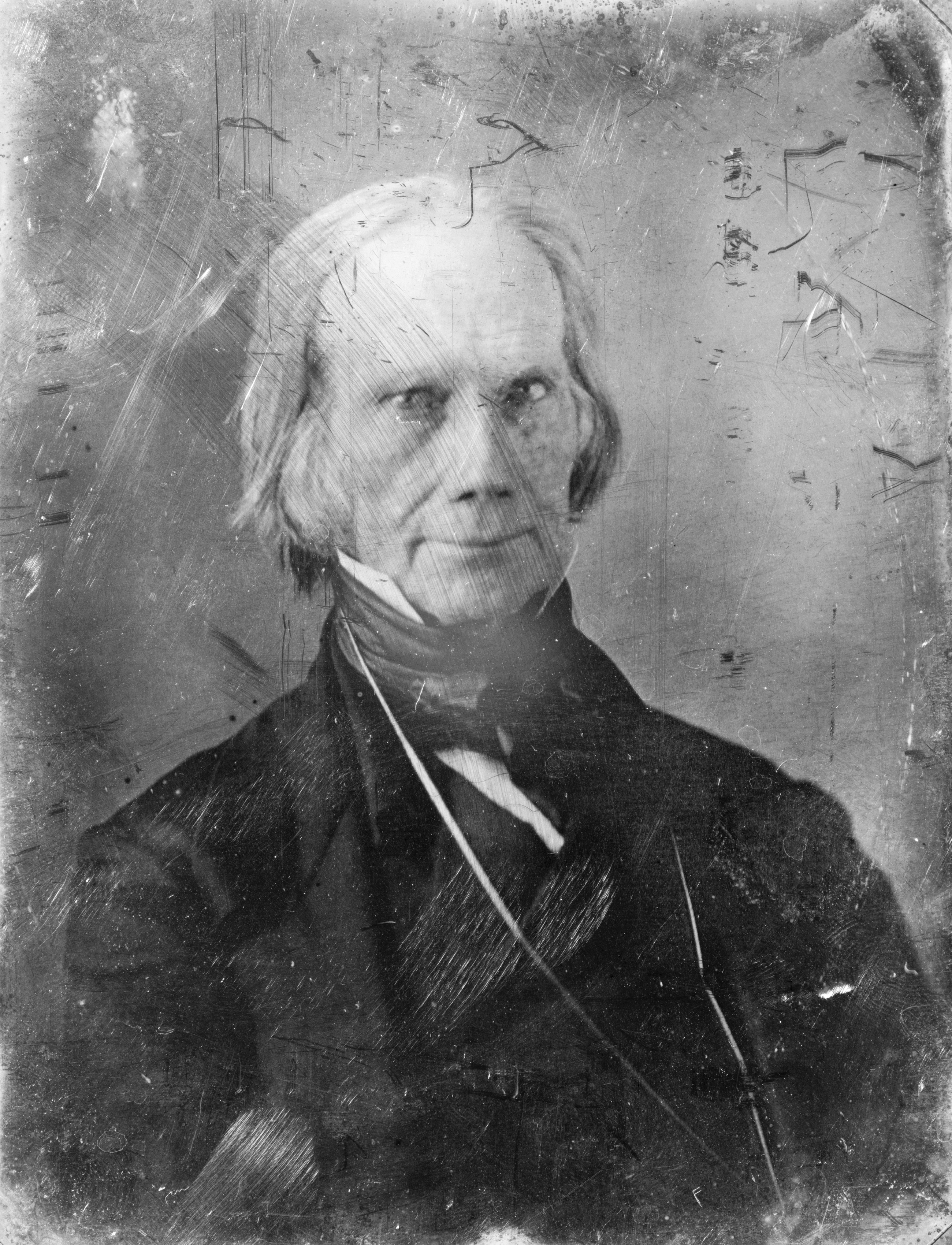
ヘンリー・クレイ

## 人物
カール・シュルツによれば、クレイは次のような理由で成功した。
インディアン民族に対しては、いとこを殺された恨みもあり、徹底した排除論者だった。彼はこう発言している。

## 死
クレイはその愛したアメリカ合衆国と出身州のケンタッキー州のために働き続け、1852年6月29日にワシントンD.C.で死んだ。満75歳だった。クレイはアメリカ合衆国議会議事堂に棺が安置された最初の者となった。レキシントン墓地に埋葬され、1844年の大統領選挙でクレイの副大統領候補だったセオドア・フリーリングハイゼンが7月13日にニューアークで追悼の辞を捧げた。クレイの墓碑銘には「私は北部も、南部も、東部も、西部も無いと知っている」と記されている。

## 資産
クレイが長年住んだレキシントンの故郷は農園と「アッシュランド」と呼ばれる邸宅であり、これは敷地にセイヨウトネリコ (ash tree)の樹が多くあったことから名付けられた。クレイは一時期に最大60人の奴隷を所有した。アメリカにヘレフォード種の家畜を導入したのもそこだった。アッシュランドはクレイの後継者が再建し作り替えて今は博物館になっている。この博物館には当初の敷地17エーカー (81,000 m2)も付属し、レキシントンのリッチモンド道路（アメリカ国道25号線）に沿っている。一般に公開されている（有料）。1866年から1878年まで、その邸宅はケンタッキー大学 (University of Kentucky)、現在はトランシルバニア大学の前身であるケンタッキー大学 (Kentucky University)理事の住宅に使われた。
クレイはワシントンD.Cに滞在しているときに有名なウィラード・ホテルでミント・ジュレップというカクテルを紹介した。

## 記念碑と記念する物
- ペンシルベニア州ポッツビルにヘンリー・クレイ記念碑がある[26]。
- コネチカット州ニューヘイブン、バージニア州リッチモンドおよびミシシッピ州ヴィックスバーグなど多くの都市にあるクレイ通りはクレイに因んで名付けられたものである。
- イリノイ州シカゴのアッシュランド・アベニューはクレイの荘園に因んで名付けられた。
- ニューハンプシャー州のプレジデンシャル山地にあるクレイ山はクレイに因んで名付けられたが、その後レーガン山と改名された。
- 全米には15のクレイ郡がある。アラバマ州、フロリダ州、ジョージア州、イリノイ州、インディアナ州、カンザス州、ミネソタ州、ミシシッピ州、ミズーリ州、ネブラスカ州、ノースカロライナ州、サウスダコタ州、テネシー州、テキサス州およびウェストバージニア州である。
- バージニア州アッシュランドの町はクレイの出生した郡内にあり、オハイオ州アッシュランド郡、ウィスコンシン州アッシュランド郡、さらにケンタッキー州アッシュランド市、アラバマ州アッシュランド市およびペンシルベニア州アッシュランド市はクレイの荘園に因んで名付けられた。
- ニューオーリンズには、住宅地区にヘンリー・クレイ・アベニューがあり、中心街のラファイエット広場中心には高さ20フィート (6 m)の記念碑がある。
- ケンタッキー州レキシントンのヘンリー・クレイ高校[27]、カリフォルニア州ロサンジェルスのヘンリー・クレイ中等学校、クレイの生誕地バージニア州ハノーバー郡ヘンリー・クレイ小学校はクレイに因んで名付けられた。
- ベネズエラのカラカスにある「インスティテュート・エデュカシオナル・ヘンリー・クレイ」は2言語私立学校である。
- ケンタッキー州レキシントンのトランシルバニア大学クレイ寮はクレイに因んで名付けられた。
- ラファイエット級原子力潜水艦USSヘンリー・クレイはクレイに因んで名付けられたアメリカ海軍唯一の艦船である。
- ニューヨーク州クレイ市とそこのヘンリー・クレイ大通りはクレイに因んで名付けられた。
- デラウェア州ウィルミントン市域のの直ぐ外でブランディワイン・クリークの左岸にあるヘンリー・クレイ村は直ぐ下流で対岸のデュポン製粉工場と直ぐ上流で対岸のジョセフ・バンクロフト紡績工場の労働者住宅街となっている。クレイが1852年に死んだ後、ワシントンD.Cからケンタッキー州に遺骸が戻る途中で、マーケット通りにある古いウィルミントン市役所に短時間安置された。